# David Politzer
Hugh David Politzer (Nova York, EUA, 1949) és un físic i professor universitari estatunidenc guardonat amb el Premi Nobel de Física l'any 2004.

## Biografia
Va néixer el 31 d'agost de 1949 a la ciutat de Nova York. Va estudiar a la Bronx High School of Science l'any 1966, i va rebre la llicenciatura en física a la Universitat de Michigan l'any 1969 i el doctorat a la Universitat Harvard l'any 1974.
Becari entre 1974 i 1977 a la Universitat Harvard, aquell any fou nomenat professor a l'Institut Tecnològic de Califòrnia, on actualment és professor de física teòrica.

## Recerca científica
L'any 1973, va descriure el fenomen de la llibertat asimptòtica per la qual, a major proximitat entre quarks, menor és la interacció forta entre aquests. Així doncs, quan els quarks estan extremadament pròxims, la interacció nuclear entre aquests és tan feble que es comporten gairebé com a partícules lliures. Aquest fenomen fou descobert, independentment i al mateix temps, pels investigadors David Gross i Frank Wilczek, i fou cabdal per al descobriment de la cromodinàmica quàntica.
Amb la col·laboració de Thomas Appelquist, va predir l'existència del quarkoni, una partícula elemental composta d'un quark c i la seva antipartícula.
L'any 2004, compartí el Premi Nobel de Física amb David Gross i Frank Wilczek pel descobriment de la llibertat asimptòtica en la teoria de la interacció forta.